# François Hennebique

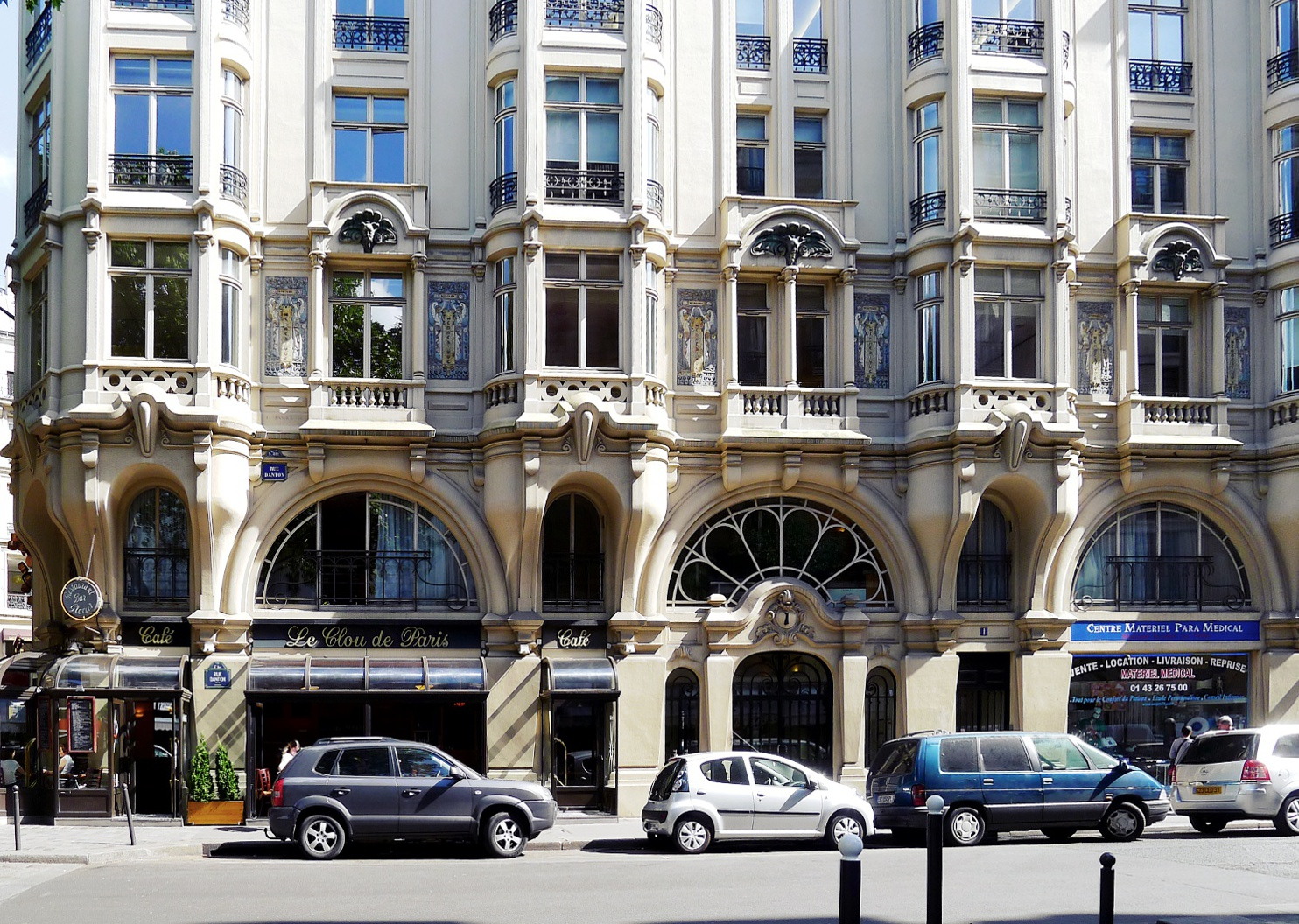
Het Bureau Central van Hennebique in Parijs, een staaltje van het decoratieve vermogen van gewapend beton op een driehoekig perceel (1899-1901).

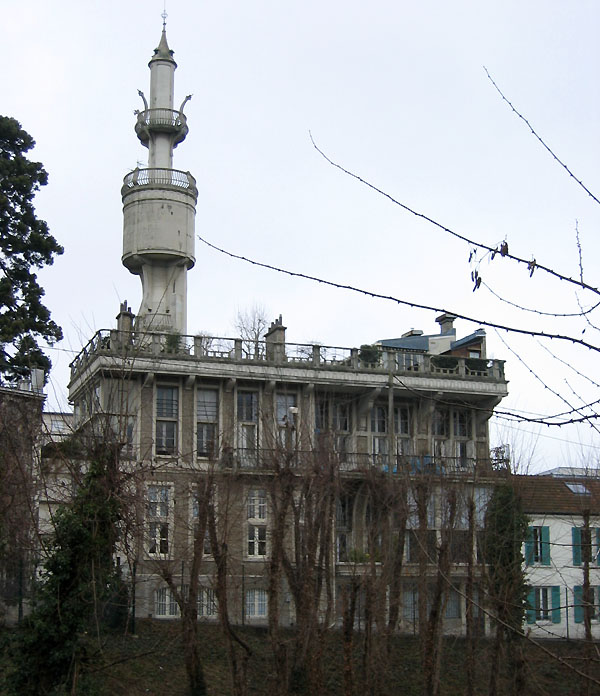
De eigen woning van Hennebicq (1901-03) was een manifest van de flexibiliteit van het nieuwe materiaal.

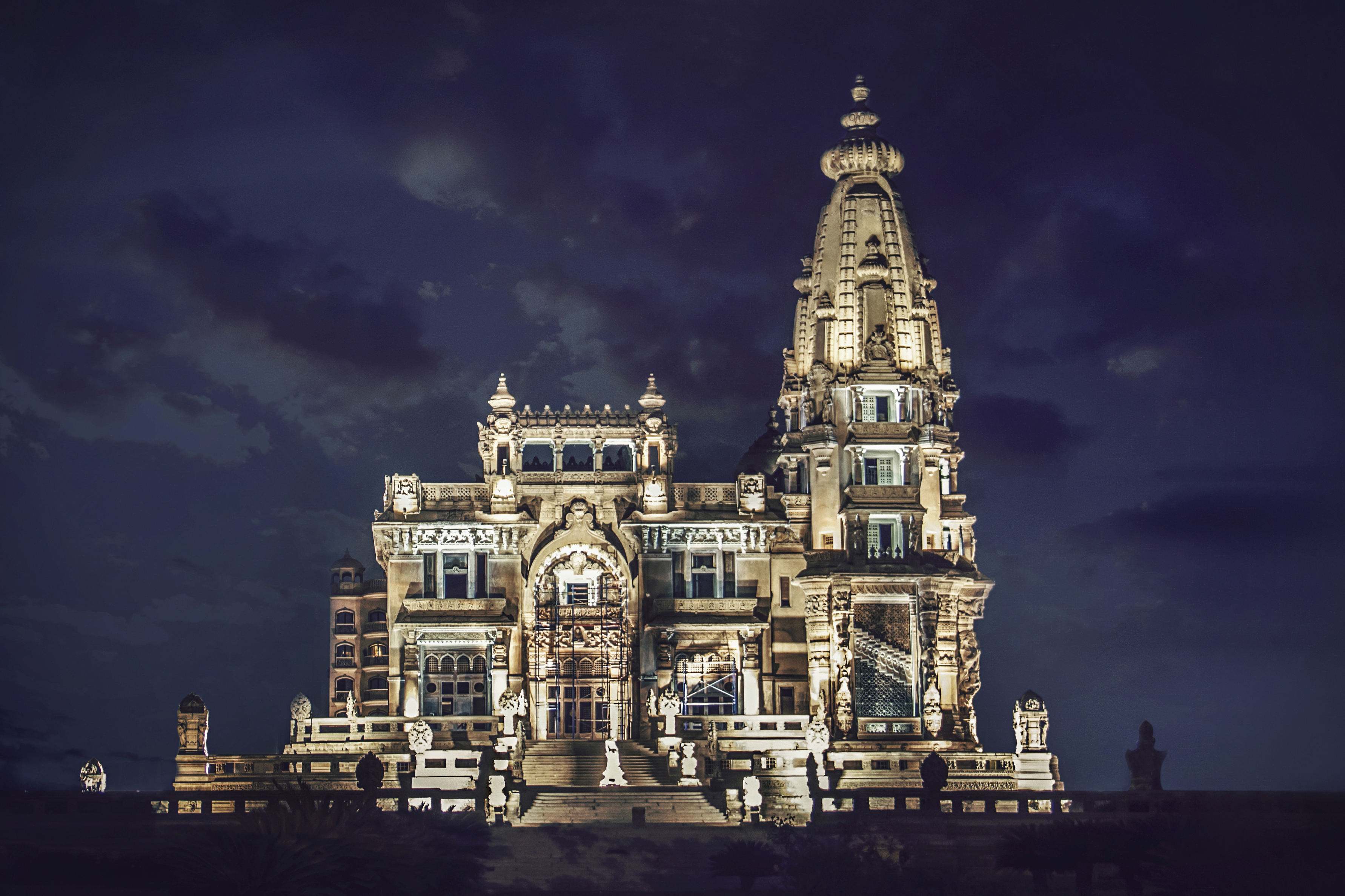
De Hindoevilla van baron Empain (1910), net als de rest van Heliopolis gebouwd in gewapend beton volgens het systeem-Hennebique.

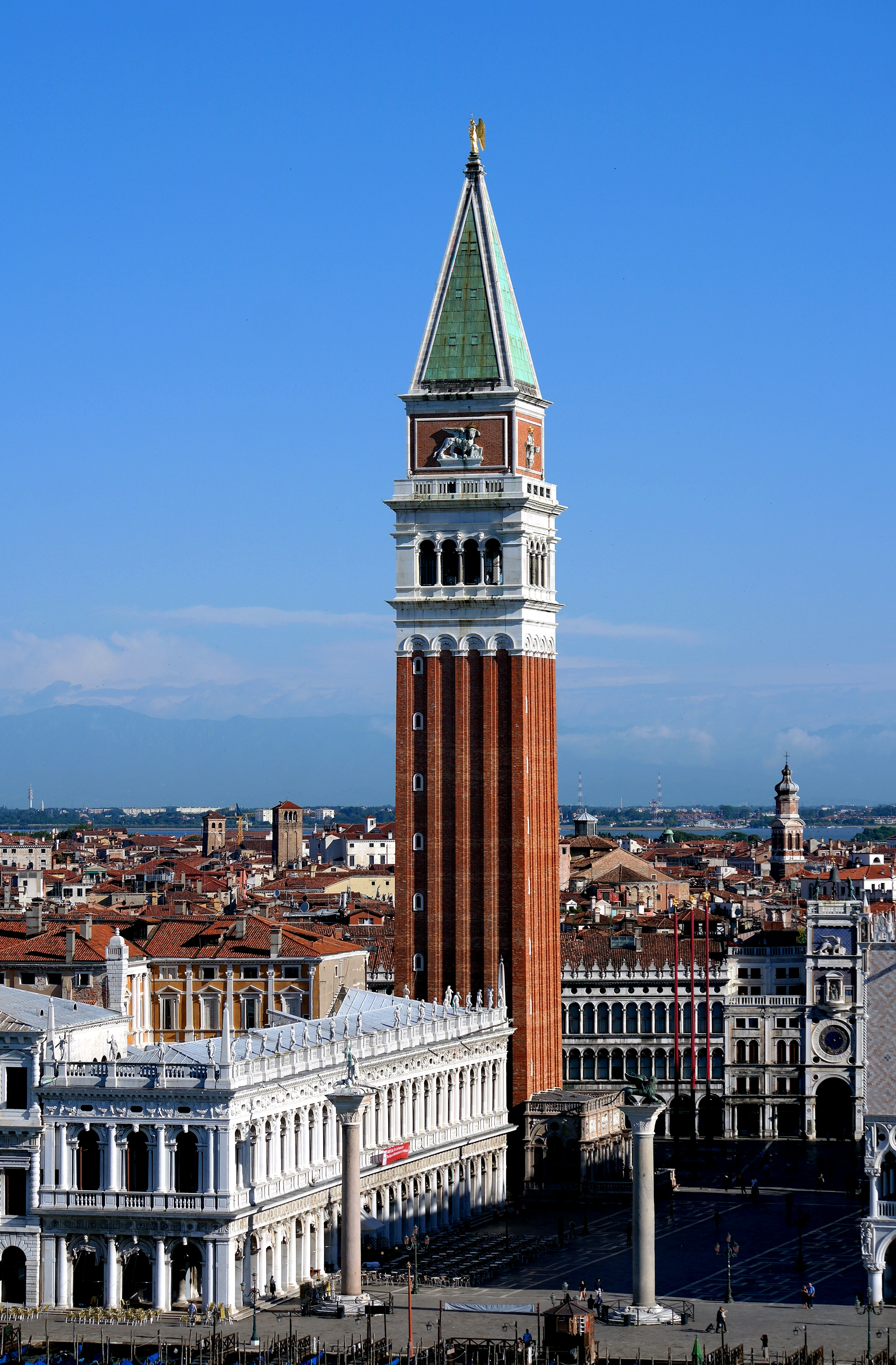
De Campanile van de San Marcobasiliek, heropgebouwd met een betonskelet van Hennebique.

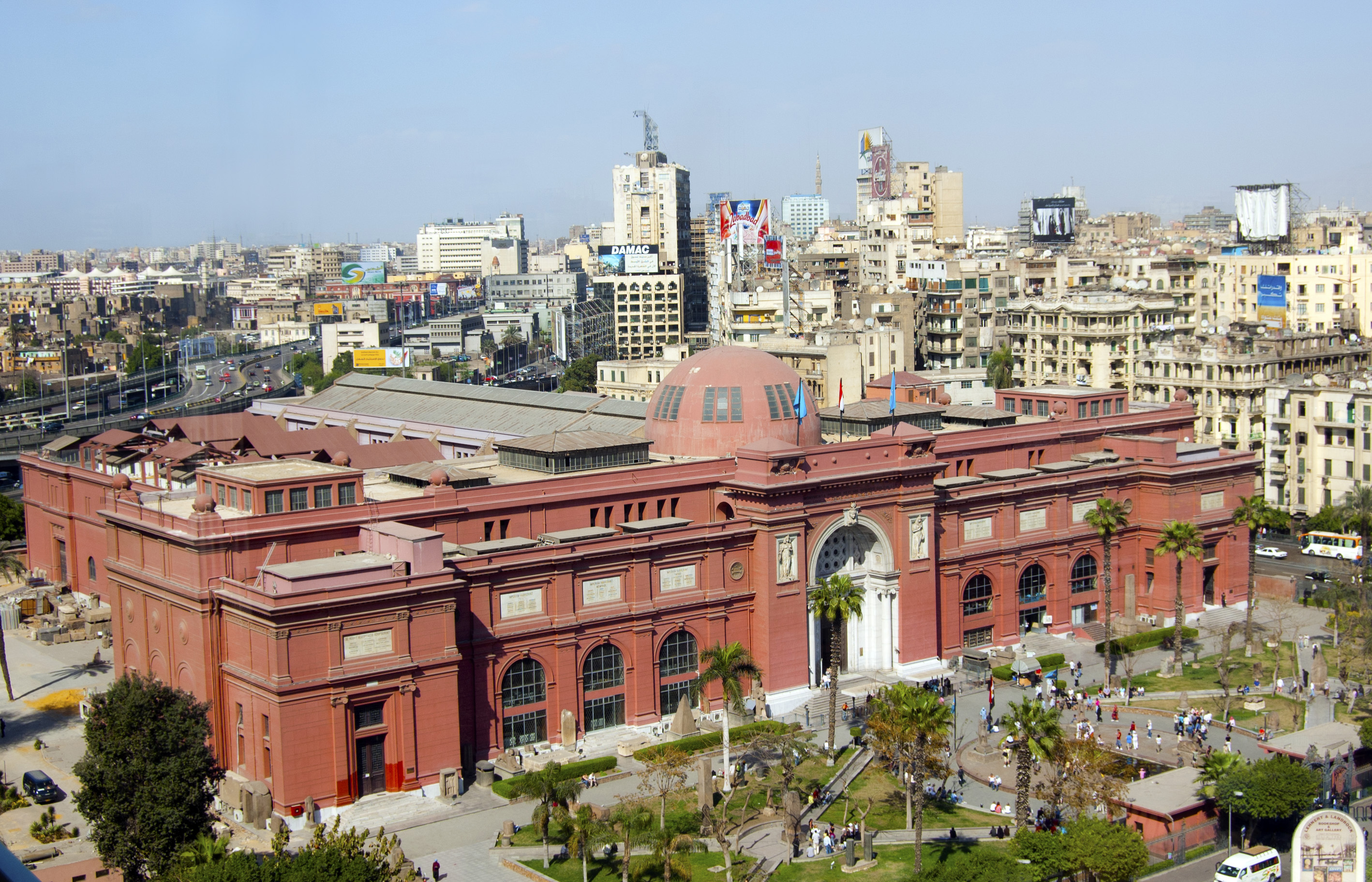
Het Egyptisch Museum van Caïro (1902). De vooruitstrevende dakstructuur en koepel vereisten later een corrigerende ingreep.

François Benjamin Joseph Hennebique (Neuville-Saint-Vaast, 25 april 1842 – Parijs, 7 maart 1921) was een Frans architect en pionier van het gewapend beton. Zonder enige technische opleiding bouwde hij een waar betonimperium uit. Hij creëerde een van de vroegste studiebureau's, eerst in Brussel en later in Parijs. Via een netwerk van agenten en concessionarissen was hij wereldwijd actief. Dankzij deze uitgekiende strategie overvleugelde hij concurrenten als Edmond Coignet en Paul Cottancin. Tot de Eerste Wereldoorlog waren in veel landen haast alle wapeningen volgens het "systeem-Hennebique". Het was een typische praktijkuitvinding waarvoor de theoretische omkadering pas later volgde, met het werk van Paul Christophe (1899).

## Levensloop
- 1860: De boerenzoon Hennebique wordt metselaar-timmerman in Arras en later Rijsel.
- 1865: Hennebique steekt de grens over en vestigt zich als aannemer in Kortrijk. Hij werkt onder andere mee aan de heropbouw van de afgebrande torenspits van de Sint-Maartenskerk.
- 1867: Oprichting van de bureau-atelier in Brussel (Ninoofsesteenweg 220).
- 1868: Huwelijk met drukkersdochter Emma Gernaey (Kortrijk, 12 juni).
- 1878: Octrooi op geprefabriceerde vloerelementen. Façade van het Belgisch paviljoen op de wereldtentoonstelling van Parijs.
- 1879: Hennebique gebruikt voor het eerst beton in een villa te Mendonk (als brandbeveiliging).
- 1886: Octrooi op een betonvloer met holle ijzerstaven.
- 1887: Ontwerp van een 300 meter hoge houten toren voor de wereldtentoonstelling van Brussel (met Eugène Nève en Léon Govaerts; niet gerealiseerd).[1]
- 1889: Eerste toepassingen van het octrooi (onbrandbare vloerplaten voor villa's in Lombardsijde en Nieuwpoort).
- 1892: Sleuteloctrooi op een gewapende balk (monoliete constructies) in België (februari) en Frankrijk (8 augustus). Uitgave van de eerste brochure, met de slogan Plus d'incendies désastreux (later op elk plan te vinden).
- 1893: Kortstondige associatie met industrieel J.J. Septon. Complementair patent op het beugelelement (7 augustus).
- 1894: Eerste geïllustreerd jaaroverzicht van de projecten van Hennebique. Oprichting van een bureau in Parijs.
- 1897: De 55-jarige Hennebique trekt naar Parijs. Verhuis van de hoofdzetel, ingenieur Flamant neemt de leiding over de Brusselse vestiging. Eerste van een reeks jaarcongressen over beton (tot 1906). Complementair patent op de continue balk (18 december).
- 1898: Opgave van zijn aannemersbedrijf en doorstart als consulent (studiebureau) voor een netwerk van betrouwbare aannemers (kwaliteitsgarantie naar buitenwereld en interne flexibiliteit). Eerste verschijning van Le béton armé (1 juni), een tijdschrift dat Hennebique publiceert met commerciële intenties. Het zou lopen tot 1 augustus 1939.
- 1899: Vernieuwing van het Parijse hoofdkwartier (Bureau Central in de rue Danton). Succesvolle brandbestendigheidstest op een paviljoen van de Provinciale Tentoonstelling in Gent.
- 1900: Sterke aanwezigheid op de Exposition universelle in Parijs. Consecratie van gewapend beton als bouwmethode.
- 1903: Belgisch balkoctrooi nietig verklaard (prioriteit aan Monier). Instorting van een Hennebiquerealisatie in Zwitserland.
- 1906: Nietigheid octrooi bevestigd door het Hof van Beroep (december).
- 1914: Onderbreking door Eerste Wereldoorlog. Het bureau heeft op dat moment ongeveer 60.000 projecten behandeld. Na de oorlog nemen de zonen van Hennebique de leiding over.
- 1921: Overlijden van Hennebique. Zijn firma Bétons Armés Hennebique (BAH) gaat door tot 1967.

## Realisaties (selectie)
Hennebique's studiebureau realiseerde duizenden projecten in de meest uiteenlopende genres (fabrieken, theaters, bruggen, appartementen, watertorens enz.). Dit overzicht legt de nadruk op het vroegere werk:
- 1873: Sint-Antoniuskerk, Kortrijk
- 1879: Villa Van Overloop, Mendonk (eerste toepassing van gewapend beton)
- 1889: Villa van krantenuitgever Alfred Madoux, Lombardsijde (eerste vloerplaten; in zee verdwenen tijdens WOI)
- 1890: Villa Henri Crombez, Nieuwpoort
- 1892: Appartementsgebouw Maison Hennebique, Parijs
- 1892: Spinnerij, Roubaix
- 1894: Raffinaderij van Saint-Ouen (met opgemerkte sheddaken)
- 1894: Brug, Escholzmatt
- 1895: Katoenspinnerij Charles Six, Tourcoing (met zichtbaar betonskelet)
- 1896: Spinnerij Barrois Frères, Fives
- 1898: Katoenspinnerij, Court-Saint-Etienne
- 1898: Graanmaalderij Le Moulin Idéal, Nort-sur-Erdre
- 1898: Brug over de Echez, Tarbes
- 1898: Pont Camille-de-Hogues, Châtellerault
- 1899: Verlorenbroodbrug, Gent (opgeblazen 23 mei 1940)
- 1899: Hoofdbureau Hennebique, Parijs (hoekpand Rue Danton/Place Saint-Michel)
- 1899: Drukkerij Oberthür, Rennes (twee originele hallen met betonbogen, architect Frédéric Jobbé-Duval)
- 1900: Huis Dubois-Petit, Brussel (architect Paul Saintenoy; afgebroken 1903)
- 1901: Villa Hennebique, Bourg-la-Reine (eigen woning)
- 1902: Opslagplaats van brouwerij La Tourette, Sint-Joost-ten-Noode
- 1902: Egyptisch Museum (Caïro)
- 1903: Koninklijke Stapelhuizen, Antwerpen
- 1905: Passerelle Mativa, Luik (een waagstuk met een overspanning van 55 meter en een dikte van 35 cm)
- 1905: Koninklijk Pakhuis, Brussel
- 1906: Spoorviaduct van Merksem
- 1907: Heliopolis, met de Hindoevilla van architect Marcel Alexandre
- 1909: Ponte del Risorgimento, Rome
- 1910: Grands Magasins Tietz, Brussel
- 1910: Royal Liver Building, Liverpool (hoogste wolkenkrabber van Europa)
- 1911: Zoo van Antwerpen (aquarium)
- 1926: Fabrieksgebouw J.A. Raymakers & Co BV te Helmond. (Nederland)